# Sint-Antoniuskerk (Houtkerke)
De Sint-Antoniuskerk (Frans: Église Saint-Antoine) is de parochiekerk van de gemeente Houtkerke in het Franse Noorderdepartement.

## Geschiedenis
De huidige kerk werd gebouwd in 1548 en de toren in 1556. In 1842 en 1912 werd de kerk gerestaureerd en vergroot. De apsis is 19e-eeuws.

## Gebouw
Het betreft een driebeukige hallenkerk met voorgebouwde toren in laatgotische stijl. De toren is 30 meter hoog en heeft nog een 20 meter hoge, gemetselde spits. Hij wordt geflankeerd door een achthoekige traptoren en zou, hoewel in het binnenland gelegen, mede gebruikt zijn als baken voor de scheepvaart.

## Interieur
De lambrisering is 18e-eeuws en in classicistische stijl. Hierin zijn twee biechtstoelen verwerkt, uit begin respectievelijk einde van de 17e eeuw. De preekstoel is van de eerste helft van de 17e eeuw. Het Sint-Antoniusaltaar is in barokstijl. Het heeft een schilderstuk: Ontmoeting der kluizenaars Paulus en Antonius. Ook het passie-altaar is in barokstijl en hieronder bevindt zich een beeldengroep Graflegging.
De orgelkast is van 1750.